# Safata de forn

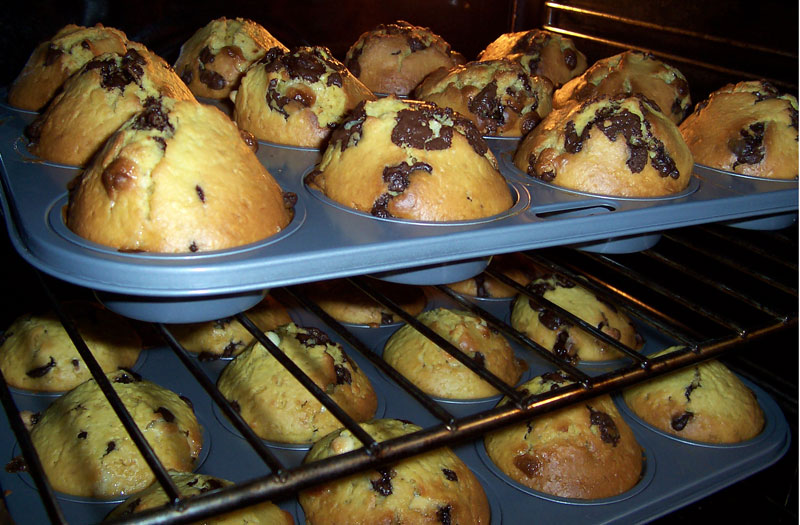
Muffins en una safata de forn cuinant-se.

Una safata de forn, llanda, llauna, plata o plàtera de forn és una safata de metall plana i rectangular que s'utilitza en un forn, tant casolà com de fleca, restaurants o industrials. Sovint es fa servir per coure panets, pastisseria i productes plans com galetes, braços de gitano i pizzes.
Aquestes safates, com tots els estris per coure, es poden fabricar amb una gran varietat de materials, però els principals són l'alumini i l'acer inoxidable. La safata més bàsica és una planxa de metall. N'hi ha de mides molt variades, i l'altura de les seves parets és un factor important: les elevades permeten preparar plats amb líquids, com carn amb salsa, i les de parets baixes s'utilitzen com a làmina per a la cocció, com ara per fer panellets.
Com s'hi acumula molt el greix quan s'hi cuina, és aconsellable recobrir la safata amb paper sulfuritzat i posar-hi a sobre els ingredients per tal de fer més senzilla la tasca posterior de neteja.